# 雜色唇指䱵
雜色唇指䱵（學名：Cheilodactylus variegatus）又名雜色鰭指䱵，為唇指䱵科唇指䱵屬的物種之一。

## 分布
本種分佈於太平洋東南部，包括南美洲的秘鲁派塔至智利塔爾卡瓦諾沿岸，棲息於南緯5至35度、西經81到71度之間的亞熱帶海域，為中底層魚類。

## 形態
本魚成熟個體的平均長度為24.4（9.6英寸），最長記錄達44.0（17.3英寸），有記錄達1.0（2.2英磅）重。

## 利用
本魚較少用於貿易。